# Pestrobarvec petrklíčový
Pestrobarvec petrklíčový (Hamearis lucina) je denní motýl, který je jediným evropským zástupcem čeledi Riodinidae (v minulosti byl považován za druh babočky).
Rozpětí křídel činí 28 až 34 milimetrů, samice jsou obvykle o něco větší než samci. Samci se odlišují také tím, že mají přední pár končetin zakrnělý. Křídla jsou hnědě zbarvená s oranžovými, černými a hnědými skvrnami. Pestrobarvec obývá teplá a vlhká stanoviště, zejména křovinaté louky a lesní mýtiny, nejčastějšími hostitelskými rostlinami jsou prvosenka jarní a prvosenka bezlodyžná. Žije v Evropě kromě nejjižnějších a nejsevernějších částí, zasahuje na východ až po Ural. Intenzivní lesní hospodaření vede k mizení tohoto motýla z krajiny na většině areálu. Dospělci se vyskytují v květnu a červnu, na jihu Evropy se objevuje ještě druhá generace v srpnu. Přezimuje ve stadiu kukly. Pestrobarvec petrklíčový je výrazně teritoriálním druhem, samci často svádějí vzdušné souboje.

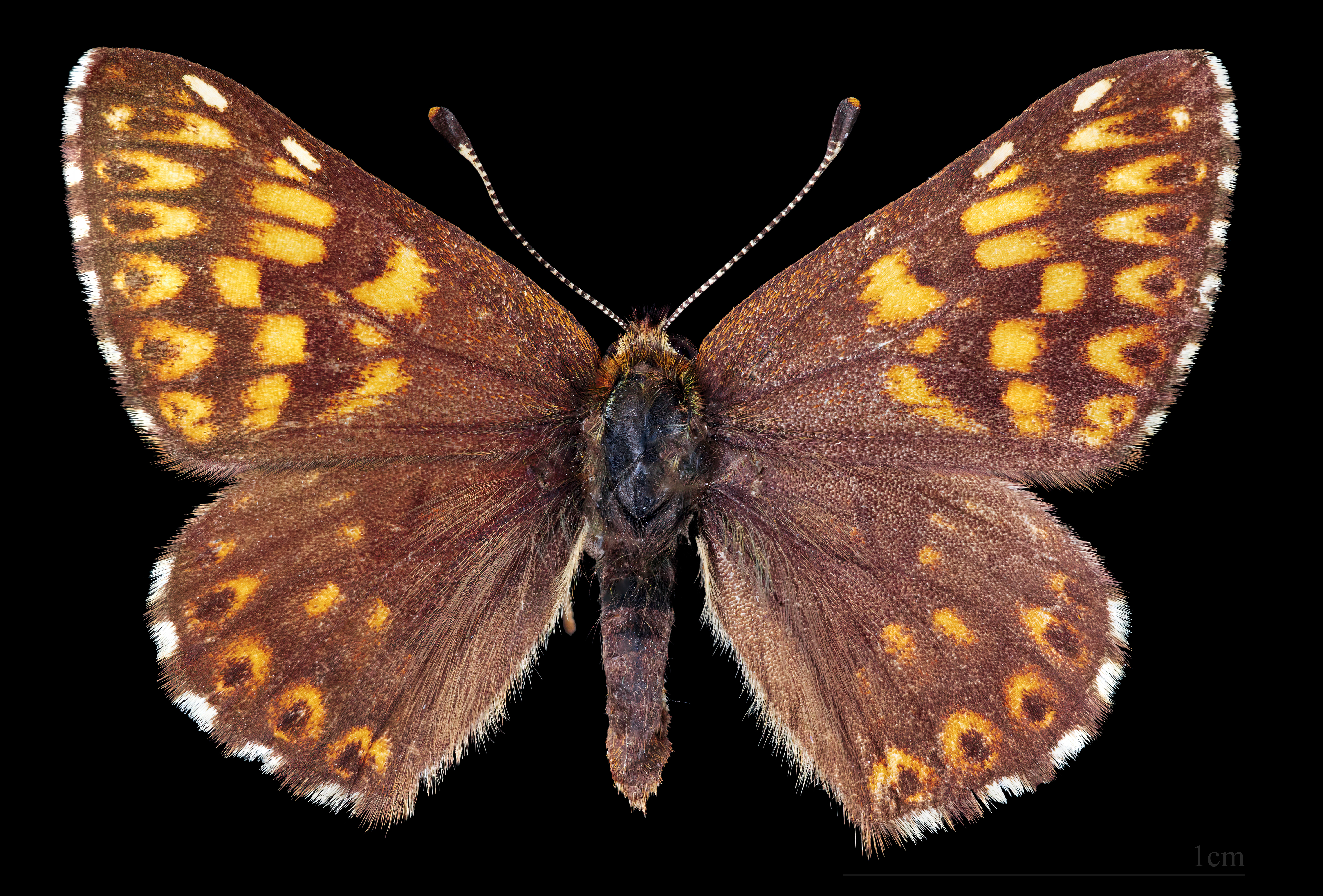
Hamearis lucina ♂
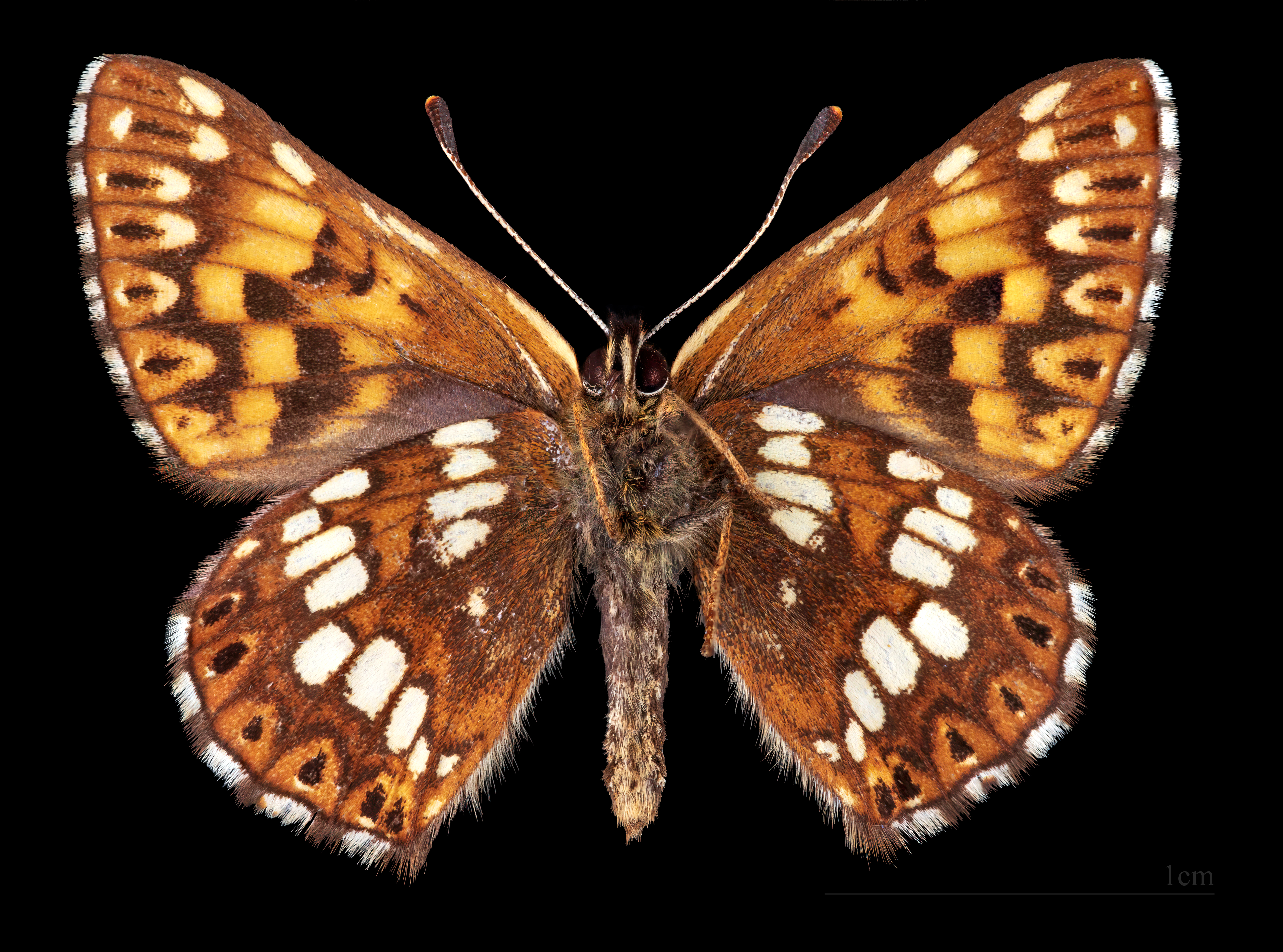
Hamearis lucina ♂   △
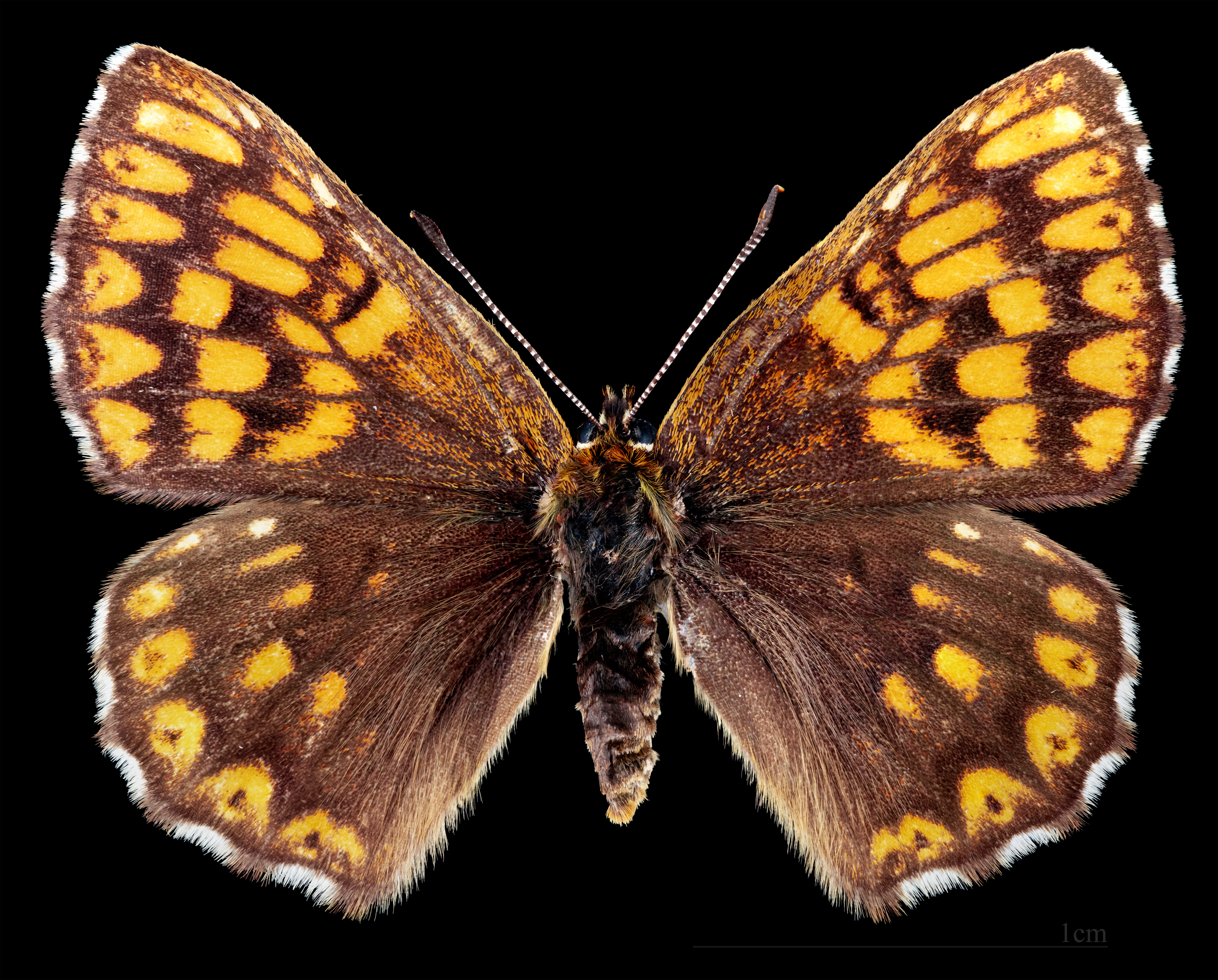
Hamearis lucina ♀